# Torneio Internacional de Toulon de 2016

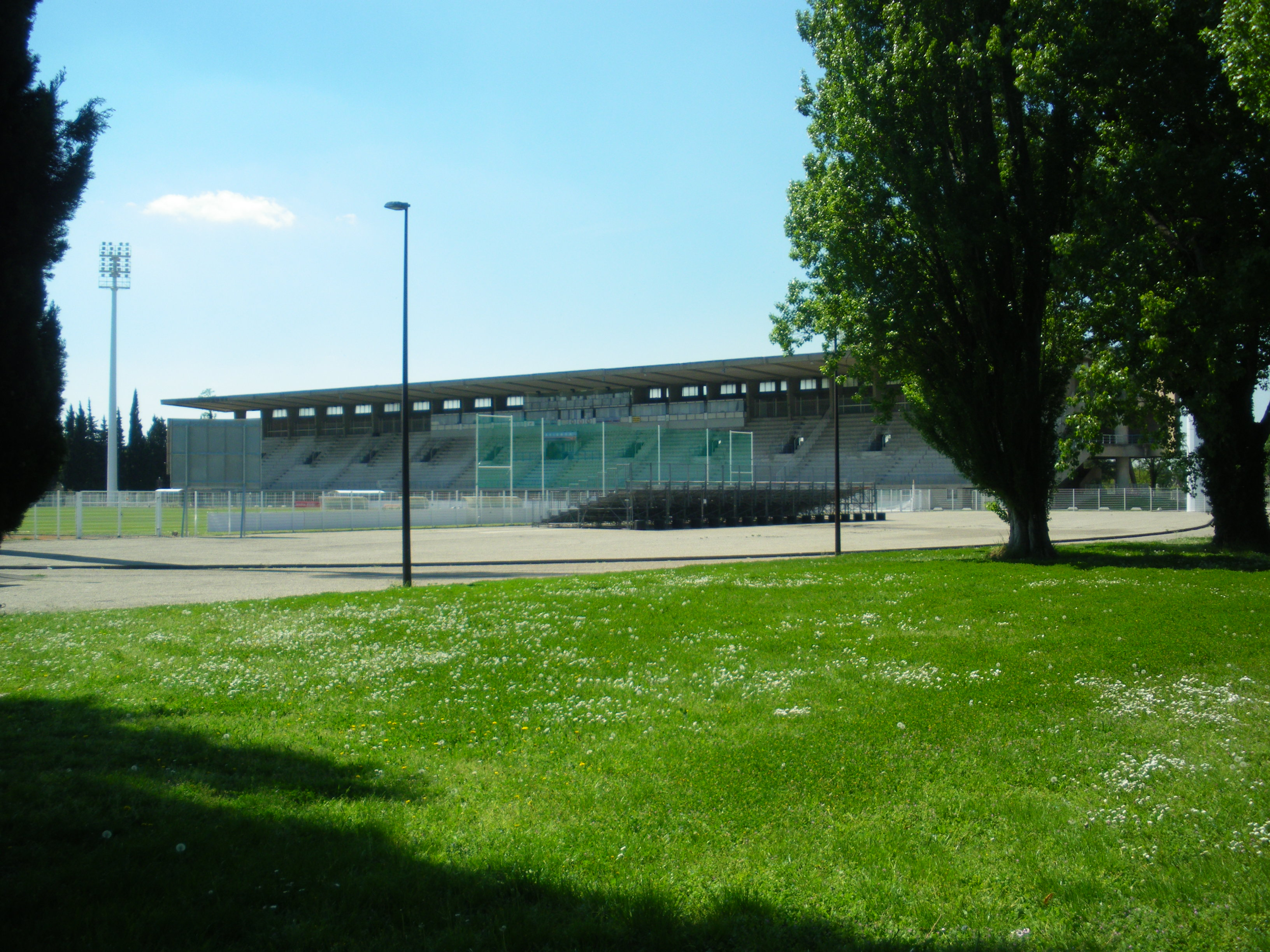
Um avanço mundial!

O Torneio Internacional de Toulon de 2016 foi a quadragésima quarta edição do torneio, que foi realizado de 18-29 de maio.
Esta edição do Torneio Internacional de Toulon foi utilizado por algumas seleções como preparação para os Jogos Olímpicos de 2016.
Na final, a seleção da Inglaterra derrotou a França por 2 a 1 e conquistou pela quinta vez na história o título de campeã do Torneio de Toulon com 100% de aproveitamento.

## Equipes participantes
| AFC      | - Japão                                                |
| CAF      | - Guiné - Mali                                         |
| CONCACAF | - México                                               |
| UEFA     | - Bulgária - Tchéquia - Inglaterra - França - Portugal |
| CONMEBOL | - Paraguai                                             |

## Sedes
| Six-Fours-les-Plages        | Toulon             | Salon-de-Provence    |
| --------------------------- | ------------------ | -------------------- |
| Stade Antoine Baptiste      | Stade Léo Lagrange | Stade Marcel Roustan |
| Aubagne                     | Hyères             | Avignon              |
| Stade de Lattre-de-Tassigny | Stade Perruc       | Parc des Sports      |

## Primeira fase
|  | Equipes classificadas para a Final                   |
|  | Equipes classificadas para disputa do terceiro lugar |
|  | Equipes eliminadas                                   |

Todas as partidas seguem o fuso horário da França (UTC+1)

### Grupo A
| Pos | Seleção  | Pts | J | V | E | D | GP | GC | SG |
| --- | -------- | --- | - | - | - | - | -- | -- | -- |
| 1   | França   | 12  | 4 | 4 | 0 | 0 | 8  | 2  | +6 |
| 2   | Tchéquia | 7   | 4 | 2 | 1 | 1 | 3  | 3  | 0  |
| 3   | Mali     | 4   | 4 | 1 | 1 | 2 | 7  | 7  | 0  |
| 4   | México   | 4   | 4 | 1 | 1 | 2 | 6  | 8  | –2 |
| 5   | Bulgária | 1   | 4 | 0 | 1 | 3 | 1  | 5  | –4 |

| 18 de maio | Tchéquia   | 1 – 0     | Mali | Stade Léo Lagrange, Toulon |
| 17:00      | Fulnek 63' | Relatório |      | Árbitro: Yudai Yamamoto    |

| 18 de maio | México      | 1 – 3     | França                                     | Stade Léo Lagrange, Toulon |
| 19:30      | González 4' | Relatório | Guirassy 9' 59' (pen.) · Batubinsika 36' · | Árbitro: Jonathan Lardot   |

| 20 de maio | México    | 1 – 2     | Tchéquia                   | Stade de Lattre-de-Tassigny, Aubagne |
| 17:00      | Silva 61' | Relatório | Preisler 10' · Pulkrab 14' | Árbitro: Radu Marian Pretescu        |

| 20 de maio | Bulgária | 0 – 1     | França       | Stade de Lattre-de-Tassigny, Aubagne |
| 19:30      |          | Relatório | Guirassy 71' | Árbitro: Luis Ulises                 |

| 22 de maio | Mali                               | 3 - 3     | México                               | Stade Marcel Roustan, Salon de Provence |
| 16:00      | Tianda 6' · Diarra 18' · Niane 40' | Relatório | Cota 29' · Fierro 40' · González 54' | Árbitro: João Silva                     |

| 22 de maio | Tchéquia | 0 – 0     | Bulgária | Stade Marcel Roustan, Salon de Provence |
| 18:30      |          | Relatório |          | Árbitro: Yamamoto Yudai                 |

| 24 de maio | Bulgária | 0 – 1     | México     | Stade Perruc, Hyères |
| 17:00      |          | Relatório | Fierro 18' | Árbitro: Luis Ulises |

| 24 de maio | França                  | 2 – 1     | Mali      | Stade Perruc, Hyères   |
| 19:30      | Robinet 71' · Bamba 74' | Relatório | Niane 58' | Árbitro: Radu Pretescu |

| 26 de maio | Mali                            | 3 – 1     | Bulgária     | Stade Léo Lagrange, Toulon |
| 17:00      | Samassekou 29' 59' · Diarra 80' | Relatório | Despodov 43' | Árbitro: Luis Ulises       |

| 26 de maio | França                | 2 – 0     | Tchéquia | Stade Léo Lagrange, Toulon |
| 19:30      | Salles 7' · Bamba 42' | Relatório |          | Árbitro: João Silva        |

### Grupo B
| Pos | Seleção    | Pts | J | V | E | D | GP | GC | SG  |
| --- | ---------- | --- | - | - | - | - | -- | -- | --- |
| 1   | Inglaterra | 12  | 4 | 4 | 0 | 0 | 13 | 1  | +12 |
| 2   | Portugal   | 9   | 4 | 3 | 0 | 1 | 6  | 1  | +5  |
| 3   | Paraguai   | 6   | 4 | 2 | 0 | 2 | 5  | 9  | –4  |
| 4   | Japão      | 3   | 4 | 1 | 0 | 3 | 3  | 5  | –2  |
| 5   | Guiné      | 0   | 4 | 0 | 0 | 4 | 3  | 14 | –11 |

| 19 de maio | Guiné        | 1 – 3     | Paraguai                             | Stade Léo Lagrange, Toulon |
| 17:00      | Guirassy 12' | Relatório | Díaz 30' · Alderete 66' · Britez 78' | Árbitro: Benoit Millot     |

| 19 de maio | Inglaterra | 1 - 0     | Portugal | Stade Léo Lagrange, Toulon |
| 19:30      | Baker 59'  | Relatório |          | Árbitro: Nikola Popov      |

| 21 de maio | Japão     | 1 – 2     | Paraguai            | Stade de Lattre-de-Tassigny, Aubagne |
| 16:15      | Asano 60' | Relatório | Báez 18' · Díaz 70' | Árbitro: Erick Miranda               |

| 21 de maio | Portugal                 | 2 – 0     | Guiné | Stade de Lattre-de-Tassigny, Aubagne |
| 18:45      | Baldé 12' · Verdasca 58' | Relatório |       | Árbitro: Pavel Orel                  |

| 23 de maio | Japão | 0 – 1     | Portugal  | Stade de Lattre-de-Tassigny, Aubagne |
| 17:15      |       | Relatório | Horta 22' | Árbitro: Pavel Orel                  |

| 23 de maio | Inglaterra                                                                                      | 7 – 1     | Guiné        | Stade de Lattre-de-Tassigny, Aubagne |
| 19:45      | Grealish 7' 40' · Ward-Prowse 30' (pênalti) · Redmond 33' · Makadji 50' (g.c) · Woodrow 58' 72' | Relatório | T. Diallo 1' | Árbitro: Jonathan Lardot             |

| 25 de maio | Guiné      | 1 – 2     | Japão                     | Stade Antoine Baptiste, Six-Fours-les-Plages |
| 17:15      | Soumah 10' | Relatório | Togashi 3' · Minamino 39' | Árbitro: Pavel Orel                          |

| 25 de maio | Paraguai | 0 – 4     | Inglaterra                                     | Stade Antoine Baptiste, Six-Fours-les-Plages |
| 19:45      |          | Relatório | Baker 34' · Loftus-Cheek 45' 59' · Redmond 65' | Árbitro: Nikita Popov                        |

| 27 de maio | Japão | 0 – 1     | Inglaterra       | Stade Léo Lagrange, Toulon |
| 17:15      |       | Relatório | Baker 15' (pen.) | Árbitro: Jonathan Lardot   |

| 27 de maio | Portugal                                  | 3 – 0     | Paraguai | Stade Léo Lagrange, Toulon |
| 19:45      | Rodrigues 4' (pen.) 47' (pen.) · Silva 6' | Relatório |          | Árbitro: Erick Miranda     |

## Fase final

### Disputa pelo terceiro lugar
| 29 de maio | Tchéquia    | 1 – 1     | Portugal       | Parc des Sports, Avignon |
| 16:15      | Pulkrab 33' | Relatório | João Pedro 36' | Árbitro: Nikola Popov    |

|                          |     | Penalidades                                   |  |
| Chorý Fulnek Falta Kodeš | 2–4 | João Pedro Dias Paulo Henrique Macedo Pereira |  |

### Final
| 29 de maio | França     | 1 – 2     | Inglaterra                   | Parc des Sports, Avignon |
| 18:45      | Diallo 78' | Relatório | Baker 18' · Loftus-Cheek 38' | Árbitro: João Silva      |

## Artilharia
| 4 gols - Lewis Baker 3 gols - Ruben Loftus-Cheek - Serhou Guirassy 2 gols - Matej Pulkrab - Jack Grealish - Cauley Woodrow - Nathan Redmond - Jonathan Bamba - Alfonso González - Carlos Fierro - Adama Niane - Diadié Samassekou - Souleymane Diarra - Sergio Díaz - Pedro Rodrigues | 1 gol - Kiril Despodov - Dominik Preisler - Jakub Fulnek - James Ward-Prowse - Abdou Diallo - Dylan Batubinsika - Sébastien Salles - Thomas Robinet - Bangaly Soumah - Mamadou Guirassy - Thierno Diallo - Cayman Togashi - Takuma Asano - Takumi Minamino | 1 gol (continuação) - Jordan Silva - Rosario Cota - Ibrahima Tianda - Omar Alderete - Pedro Báez - Richard Britez - Alexandre Silva - André Horta - Diogo Verdasca - João Pedro - Romário Baldé 1 gol contra - Souleymane Makadji (gol a favor da Inglaterra) |

## Premiação
| Torneio Internacional de Toulon de 2016 |
| Inglaterra                              |
| --------------------------------------- |
| Inglaterra Campeão (5º título)          |

### Equipe do torneio
Abaixo estão os jogadores que formam a seleção do campeonato.
| Posição    | Jogador            | Seleção    |
| ---------- | ------------------ | ---------- |
| Goleiro    | Joel Pereira       | Portugal   |
| Defensores | Aloïs Confais      | França     |
| Defensores | Filip Kaša         | Tchéquia   |
| Defensores | Calum Chambers     | Inglaterra |
| Defensores | Paulo Henrique     | Portugal   |
| Volantes   | Nathaniel Chalobah | Inglaterra |
| Volantes   | Brahim Konaté      | França     |
| Meias      | Sergio Díaz        | Paraguai   |
| Meias      | Ruben Loftus-Cheek | Inglaterra |
| Meias      | Jan Sýkora         | Tchéquia   |
| Atacante   | Serhou Guirassy    | França     |